# Webový seriál
Webový seriál je audiovizuální narativní dílo seriálového charakteru, vydávané nebo vysílané prostřednictvím World Wide Webu. Oproti televizním seriálům, včetně těch produkovaných webovými televizemi, se obvykle liší svými tvůrci, délkou, kvalitou a jinými parametry. Webové seriály nemívají velký rozpočet, často jsou vytvářeny nezávisle nebo malými produkčními společnostmi a bývají autorské, obvykle bez známých herců. Některé webové seriály jsou vytvářeny na amatérské nebo poloprofesionální bázi. Délka jednotlivých dílů webových seriálů často dosahuje pouze několika minut, některé však mohou mít díly se stopáží blížící se 30 minutám. Vznik webových seriálů souvisí s Webem 2.0.
Kolem roku 2010 vzniklo několik cen udělovaných webovým seriálům. Patří k nim Streamy Awards, Indie Series Awards či IAWTV Awards.
Ke známým webovým seriálům patří např. The Guild (2007–2013) od Felicie Day.